# Sport1
Sport1 (stylisée sport1) est une chaîne de télévision allemande consacrée au sport, qui appartient au groupe Constantin Medien AG.

## Histoire de la chaîne
Deutsches Sport Fernsehen (DSF) fut lancée le 1er janvier 1993. Elle proposait des matches de Bundesliga (2e division) et des compétitions de l'UEFA (U-20...).
Le 12 avril 2010, DSF fut renommée pour devenir Sport1.
Une autre chaîne, nommée Sport1 US, proposait des compétitions américaines (NFL…), mais elle disparaît le 1er juillet 2017.

## Identité visuelle

### Logos

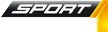
Logo de Sport1 du 12 avril 2010 au 19 juillet 2013.
Logo de Sport1 du 19 juillet 2013 au 12 juin 2024.
Logo de Sport1 US de 2013 à juillet 2017.
Logo de Sport1 depuis le 12 juin 2024.

## Programmes
Football
- Bundesliga
- Bundesliga 2
- Ligue 1
- La Liga
- Serie A
- Scottish League Cup
- Championship
- Copa Sudamericana

Hockey sur glace
- NHL

Sports mécaniques 
- Formule 1

## Diffusion
Sport1 est diffusée gratuitement en SD et cryptée en HD, sur le satellite Astra.